# Portanus major
Portanus major är en insektsart som beskrevs av Rauno E. Linnavuori 1959. Portanus major ingår i släktet Portanus och familjen dvärgstritar. Inga underarter finns listade i Catalogue of Life.